# Bob-Europameisterschaft 1969
Die Bob-Europameisterschaft 1969 wurde am 26. und 27. Januar im Zweierbob und am 1. und 2. Februar 1969 im Viererbob auf der Pista di bob del Lago Blu  im italienischen Cervinia am Fuße des Matterhorns ausgetragen. Es war die erste größere internationale Bobmeisterschaft auf der 1966 eröffneten Natureisbahn, der zweiten in Italien neben der in Cortina d’Ampezzo.

## Zweierbob
Auf der für die Konkurrenz noch eher unbekannten, neuen Bahn gab es bereits im Training die ersten schweren Stürze. So verunglückte bereits am 15. Januar, dem ersten Trainingstag, das französische Brüderpaar Gérard und Claude Cristiaud nach einem Überschlag schwer, Pilot Gérard Cristiaud erlitt einen Kieferbruch und mehrere Brüche im Beinbereich. Einen Tag drauf traf es den Schweizer Bobpiloten Hansruedi Müller, der nach einem Sturz mit dem Bob schon vor dem Wettkampf aufgeben musste. Im Wettkampf selbst, bei dem 30 Bobs aus elf Nationen antraten, entwickelte sich letztlich ein Zweikampf zwischen dem rumänischen Duo Panturu/Focșeneanu und dem österreichischen Bob Thaler/Durnthaler. Das Duo aus Tirol war nach für sie eher glücklosen Olympischen Spielen in Grenoble, wo es den undankbaren vierten Platz belegt hatte, eigentlich schon vom Leistungssport zurückgetreten. Doch der zweifache Europameister und Weltmeister Erwin Thaler, mittlerweile 39 Jahre alt, wollte es mit seinem Bremser Reinhold Durnthaler, ebenfalls schon Welt- und Europameister, auf der noch relativ neuen Bobbahn nochmal wissen. Doch nach drei Läufen führte noch die rumänische Konkurrenz. Erst im vierten und letzten Lauf gelang es dem Duo aus Österreich mit neuer Bahnrekordzeit, die rumänischen Rivalen zu übertrumpfen und letztlich den Europameistertitel souverän zu gewinnen. Der Kampf um Bronze war nicht minder spannend, wenngleich er mit gehörigem Abstand zu den zwei führenden Bobs ausgefochten wurde. Drei Bobs, zwei italienische und überraschenderweise ein spanischer Bob kämpften um den verbliebenen Podestplatz, am Ende hatte das italienische Duo Servadei/Clemente mit der Winzigkeit von vier Hundertsteln die Nase vorn. Dennoch war der vierte Platz der Spanier Baturone/Rosal eine faustdicke Überraschung.
| Rang | Athleten                         | Bob                    | Gesamtzeit  |
| ---- | -------------------------------- | ---------------------- | ----------- |
| 1    | Erwin Thaler Reinhold Durnthaler | Österreich             | 5:02,14 min |
| 2    | Ion Panțuru Dumitru Focșeneanu   | Rumänien               | 5:02,88 min |
| 3    | Bruno Servadei Alberto Clemente  | Italien                | 5:05,21 min |
| 4    | Eugenio Baturone Guillermo Rosal | Spanien                | 5:05,25 min |
| 5    | Alberto Frigo Antonio Brancaccio | Italien                | 5:05,73 min |
| 6    | Patrick Evelyn Peter Clifford    | Vereinigtes Königreich | 5:06,27 min |
| 7    | Karl Ostler Hirt                 | BR Deutschland         | 5:06,27 min |
| 8    | Patrick Parisot Gérard Monrazel  | Frankreich             | 5:07,47 min |
| 9    | Herbert Gruber Josef Eder        | Österreich             | 5:07,52 min |
| 10   | René Stadler Pierre Scherrer     | Schweiz                | 5:07,76 min |

## Viererbob
Auch der Konkurrenz im großen Schlitten ging ein spektakulärer Trainingsunfall voraus. Bobpilot Friedrich Dinkhauser aus Österreich zog sich eine schwere Rückenverletzung zu, nachdem sich sein Bob überschlagen hatte. Unabhängig vom Unfall machten die rumänischen Europameister von 1967 um Pilot Ion Panturu im Training den besten Eindruck und waren favorisiert. Um so mehr überraschte das Abschneiden der italienischen Bobs mit den Piloten Alberto Frigo und Bruno Servadei. Speziell der Bob von Frigo lieferte den favorisierten Rumänen einen großen Kampf und lag bereits am ersten Wettkampftag auf dem ersten Platz. Diese Position verteidigten die Männer um Frigo auch am zweiten Tag und konnten so vor heimischer Kulisse den ersten Europameistertitel für ein italienisches Bobteam feiern. Ion Panturu fügte seiner erfolgreichen Karriere nach Silber im kleinen Schlitten eine weitere Silbermedaille hinzu. Etwas überraschend belegte der bundesdeutsche Bob um Pilot Herbert Pitka den Bronzeplatz.
| Rang | Athleten                                                        | Bob               | Gesamtzeit  |
| ---- | --------------------------------------------------------------- | ----------------- | ----------- |
| 1    | Alberto Frigo Gino Basuino Antonio Brancaccio Luciano De Paolis | Italien I         | 4:49,60 min |
| 2    | Ion Panțuru Dumitru Focșeneanu Raimond Tancov Nicolae Neagoe    | Rumänien          | 4:50,22 min |
| 3    | Herbert Pitka Leonhard Samm Hermann Pschorr Franz Frey          | BR Deutschland I  | 4:50,77 min |
| 4    | Bruno Servadei ?                                                | Italien II        | 4:51,57 min |
| 5    | Karl Ostler ?                                                   | BR Deutschland II | 4:53,63 min |
| 6    | Bertrand Croset ?                                               | Frankreich I      | 4:55,32 min |
| 7    | Werner Delle Karth ?                                            | Österreich I      | 4:56,71 min |
| 8    | Arthur Leuger Möckli Walz Marti                                 | Schweiz II        | 4:56,72 min |
| 9    | Fritz Lüdi Jean-Pierre Schihin Wetsch Heini Meier               | Schweiz I         | 4:58,59 min |
| 10   | Francis Luiggi ?                                                | Frankreich        | 5:37,81 min |

## Medaillenspiegel
| Platz | Nation         | Gold | Silber | Bronze |
| ----- | -------------- | ---- | ------ | ------ |
| 1     | Italien        | 1    | —      | 1      |
| 2     | Österreich     | 1    | —      | —      |
| 3     | Rumänien       | —    | 2      | —      |
| 4     | BR Deutschland | —    | —      | 1      |